# 곱집합

집합 A = {x, y, z}와 B = {1, 2, 3}의 곱집합 A × B.

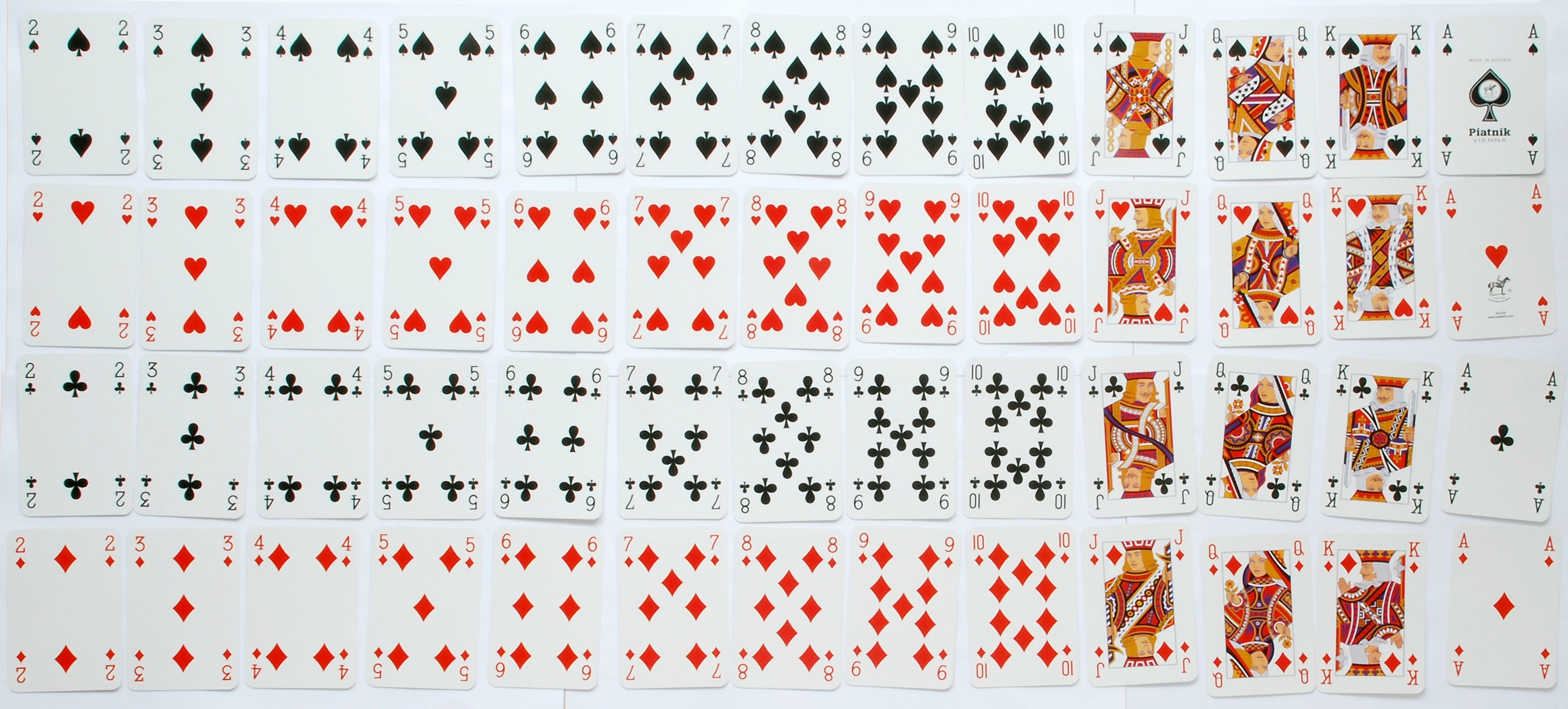
52장의 포커 패의 집합은 모양의 집합 과 숫자의 집합 의 곱집합이라 생각할 수 있다.

집합론에서 곱집합(곱集合, 영어: product set , product) 또는 데카르트 곱(Descartes곱, 영어: Cartesian product 카티지언 프로덕트[*])은 각 집합의 원소를 각 성분으로 하는 튜플들의 집합이다. 예를 들어, 두 집합 {\displaystyle A,B}의 곱집합 {\displaystyle A\times B}는 {\displaystyle \{(a,b)|a\in A,b\in B\}}이다. 곱집합은 집합의 다양체에서의 직접곱이며, 집합의 범주에서의 곱이다.

## 정의
첨수족 {\displaystyle \{A_{i}\}_{i\in I}}의 곱집합 {\displaystyle \textstyle \prod _{i\in I}A_{i}}는 다음과 같다.
{\displaystyle \prod _{i\in I}A_{i}=\{(a_{i})_{i\in I}|a_{i}\in A_{i}\}}
특히, 유한 개의 집합 {\displaystyle A_{1},A_{2},\dotsc ,A_{n}}의 곱집합 {\displaystyle A_{1}\times A_{2}\times \cdots \times A_{n}}은 다음과 같다.
{\displaystyle A_{1}\times A_{2}\times \cdots \times A_{n}=\{(a_{1},a_{2},\dotsc ,a_{n})|a_{i}\in A_{i}\}}
집합 {\displaystyle A,I}에 대하여, {\displaystyle A}의 {\displaystyle I}번 곱집합 {\displaystyle A^{I}}는 다음과 같다.
{\displaystyle A^{I}=\{(a_{i})_{i\in I}|a_{i}\in A\}}
특히, 집합 {\displaystyle A}와 순서수 {\displaystyle \alpha }에 대하여, {\displaystyle A}의 {\displaystyle \alpha }번 곱집합 {\displaystyle A^{\times \alpha }}는 다음과 같다.
{\displaystyle A^{\times \alpha }=\{(a_{\beta })_{\beta <\alpha }|a_{\beta }\in A\}}
특히, 집합 {\displaystyle A} 및 음이 아닌 정수 {\displaystyle n}에 대하여, {\displaystyle A}의 {\displaystyle n}번 곱집합 {\displaystyle A^{\times n}}은 다음과 같다.
{\displaystyle A^{\times n}=\{(a_{1},a_{2},\dotsc ,a_{n})|a_{i}\in A\}}

## 성질
- (기수의 곱의 정의) {\displaystyle |A\times B|=|A||B|}
- (기수의 거듭제곱의 정의) {\displaystyle |A^{B}|=|A|^{|B|}}
- {\displaystyle \varnothing \times A=A\times \varnothing =\varnothing }
- (교환 법칙의 실패) {\displaystyle A\times B\neq B\times A\qquad (A,B\neq \varnothing ,\;A\neq B)}

분배 법칙을 설명한 그림. 여기서 A = [1, 4], B = [2, 5], C = [4, 7].

(A ∪ B) × (C ∪ D) ⊋ (A × C) ∪ (B × D). 여기서 A = [2, 5], B = [3, 7], C = [1, 3], D = [2, 4].

(A ∩ B) × (C ∩ D) = (A × C) ∩ (B × D). 여기서 A = [2, 5], B = [3, 7], C = [1, 3], D = [2, 4].

  - 그러나, 이 둘 사이에는 자연스러운 전단사 함수 {\displaystyle (a,b)\mapsto (b,a)}가 존재한다.
- (결합 법칙의 실패) {\displaystyle (A\times B)\times C\neq A\times (B\times C)\qquad (A,B,C\neq \varnothing )}
  - 그러나, 이 둘 사이에는 자연스러운 전단사 함수 {\displaystyle ((a,b),c)\mapsto (a,(b,c))}가 존재한다.
- (분배 법칙) {\displaystyle A\times (B\cup C)=(A\times B)\cup (A\times C)}
- (분배 법칙) {\displaystyle A\times (B\cap C)=(A\times B)\cap (A\times C)}
- (분배 법칙) {\displaystyle A\times (B\setminus C)=(A\times B)\setminus (A\times C)}
- {\displaystyle \prod _{i\in I}\bigcup _{j\in J}A_{ij}\supseteq \bigcup _{j\in J}\prod _{i\in I}A_{ij}}
- {\displaystyle \prod _{i\in I}\bigcap _{j\in J}A_{ij}=\bigcap _{j\in J}\prod _{i\in I}A_{ij}}
- 다음 두 조건이 서로 동치이다. (무한 개의 집합의 곱집합의 경우 선택 공리가 필요하다.)
  - {\displaystyle \prod _{i\in I}A_{i}\subseteq \prod _{i\in I}B_{i}}
  - {\displaystyle A_{i}=\varnothing }인 {\displaystyle i\in I}가 존재하거나, 임의의 {\displaystyle i\in I}에 대하여 {\displaystyle A_{i}\subseteq B_{i}}이다.
- 다음 두 조건이 서로 동치이다. (무한 개의 집합의 곱집합의 경우 선택 공리가 필요하다.)
  - {\displaystyle \prod _{i\in I}A_{i}=\varnothing }
  - {\displaystyle A_{i}=\varnothing }인 {\displaystyle i\in I}가 존재한다.
- 곱집합과 이를 이루는 각 집합 사이에 다음과 같은 함수를 정의할 수 있으며, 이를 사영 함수라고 한다.
{\displaystyle \pi _{i}\colon \prod _{i\in I}A_{i}\to A}
{\displaystyle \pi _{i}\colon (a_{i})_{i\in I}\mapsto a_{i}}
- (보편 성질) 임의의 첨수된 함수족 {\displaystyle \{f_{i}\colon B\to A_{i}\}_{i\in I}}에 대하여, {\displaystyle f_{i}=\pi _{i}\circ f} ({\displaystyle i\in I})를 만족시키는 유일한 함수 {\displaystyle f\colon B\to \prod _{i\in I}A_{i}}가 존재한다.

## 예

데카르트 좌표 평면 은 실수선 과 자기 자신의 곱집합이다.

- {\displaystyle \{1,2\}\times \{3,4,5\}=\{(1,3),(1,4),(1,5),(2,3),(2,4),(2,5)\}}
- {\displaystyle \mathbb {R} ^{2}=\mathbb {R} \times \mathbb {R} =\{(x,y)|x,y\in \mathbb {R} \}}
- {\displaystyle \mathbb {R} ^{3}=\mathbb {R} \times \mathbb {R} \times \mathbb {R} =\{(x,y,z)|x,y,z\in \mathbb {R} \}}

## 역사
르네 데카르트의 이름을 땄다.

## 같이 보기
- 멱집합 공리
- 직접곱
- 관계 (수학)
- Join (SQL)
- 전순서 집합
- 외적
- 곱 (범주론)
- 곱위상